# ریکولور
ریکولور (به انگلیسی: Reculver) یک منطقهٔ مسکونی در بریتانیا است که در کنت واقع شده‌است. ریکولور ۱۳۵ نفر جمعیت دارد.